# Diterpeno
Diterpenos ou diterpenóides são metabólitos secundários da classe dos terpenos constituídos por 20 átomos de carbono, correspondendo a quatro unidades de isopreno.

## Biossíntese
Estas substâncias naturais são bastante comuns em plantas e são biossintetizadas nos plastídeos pela da via ou rota do metil-eritritol fosfato (MEP), ou seja, uma via diferente e independente daquela do mevalonato, comum para a biossíntese de sesquiterpenos, triterpenos e esteróides. O difosfato de trans-geranilgeranila (GGPP), com 20 átomos de carbono, é o precursor direto de todos os diterpenos.

## Estrutura química e propriedades
O diterpenos podem ser acíclicos (como o álcool fitol presente na estrutura da clorofila) ou policíclicos. Geralmente possuem diferentes graus de funcionalização e de oxidação. Os policíclicos podem ser classificados com base no tipo de esqueleto carbônico que possuem, sendo que os mais comuns são os do tipo pimarano, caurano, abietano, beierano, traquilobano ou atisano.
Os diterpenos geralmente não são voláteis e são insolúveis em água, porém suas propriedades físico-químicas são decorrentes do tipo de esqueleto e dos grupos funcionais presentes. Por exemplo, podem apresentar caráter ácido quando possuem grupamento carboxila; podem ser visíveis no ultravioleta se são aromáticos ou possuem ligações duplas conjugadas; podem ser solúveis em água na forma de glicosídeos. Alguns podem possuir átomos de nitrogênio em seu esqueleto, sendo chamados de "diterpenos alcaloídicos", apresentando caráter básico.

## Importância
Alguns diterpenos são bastante conhecidos e importantes, como o Taxol (paclitaxel), utilizado pra tratamento de câncer de mama, o esteviosídeo de Stevia rebaudiana Bertoni (Asteraceae), os ginkgolidos da planta medicinal Ginkgo biloba L. e os ácidos resinosos de coníferas ou da copaíba. Os diterpenos são precursores das giberelinas que regulam o crescimento de plantas, além da vitamina E e vitamina K .